# Hedjetnebou
Hedjetnebou est une princesse égyptienne, fille de Djedkarê Isési, roi de la Ve dynastie.

## Sépulture
Elle fut inhumée dans un mastaba édifié dans la nécropole royale d'Abousir au sud-est du temple funéraire de Niouserrê.